# Oświęcim (gmina)
Oświęcim est une gmina rurale du powiat de Oświęcim, Petite-Pologne, dans le sud de la Pologne. Son siège est la ville d'Oświęcim, bien qu'elle ne fasse pas partie du territoire de la gmina.
La gmina couvre une superficie de 74,47 km2 pour une population de 16 708 habitants.

## Géographie
La gmina inclut les villages de Babice, Broszkowice, Brzezinka, Dwory II, Grojec, Harmęże, Łazy, Osada Stawy Grojeckie, Pławy, Poręba Wielka, Rajsko, Stawy Monowskie, Włosienica et Zaborze.
La gmina borde les villes de Bieruń et Oświęcim, et les gminy de Bojszowy, Brzeszcze, Chełmek, Kęty, Libiąż, Miedźna, Osiek, Polanka Wielka et Przeciszów.